# Joe Quesada
Joseph Quesada (/əˈsɑːdə/; 1 de desembre de 1962) és un artista, editor i guionista de còmics, i un productor de televisió estatunidenc. Es va fer conegut als 90 per treballar en diversos còmics de Valiant Comics, tals com Ninjak i Solar, Man of the Atom. Més tard va treballar en diversos còmics per a DC Comics i Marvel Comics, tals com Batman: Sword of Azrael i X-Factor, abans de formar la seua pròpia companyia, Event Comics, on ell va publicar la seua creació Ash.